# Lukavica (gmina miejska Lazarevac)
Lukavica (cyr. Лукавица) – wieś w Serbii, w mieście Belgrad, w gminie miejskiej Lazarevac. W 2011 roku liczyła 442 mieszkańców.